# ويل كولر
ويل كولر (بالإنجليزية: Will Kohler)‏ (13 مارس 1975 في الولايات المتحدة - ) هو لاعب كرة قدم أمريكي في مركز الوسط. شارك مع منتخب الولايات المتحدة تحت 17 سنة لكرة القدم. أما مع النوادي، فقد لعب مع Boston Bulldogs (soccer) ‏.

## وصلات خارجية
- ويل كولر على موقع الاتحاد الدولي (مؤرشف)  (الإنجليزية)